# Flywest
Flywest — французская авиакомпания, основанная в 2004 году. Базировалась в Бресте, Франция. Закрыта в 2005 году.

## История
Авиакомпания основана 30 марта 2004 года как бюджетная авиакомпания с единственным направлением полётов и начала свою деятельность 2 июня. Акционерами компании являлись:
- JLA (Jean-Louis Aze) Consulting — 51 %;
- Guylot Environement — 49 %.

В сентябре 2005 года деятельность обоих акционеров была приостановлена; авиакомпания прошла процедуру банкротства и была ликвидирована.

## Направления
Flywest осуществляла регулярные рейсы по следующим направлениям:
- Внутренние — Аяччо, Шамбери, Брест, Париж, Тулон.
- Международные — Корк.

## Флот
Флот авиакомпании состоял из одного самолёта Boeing 737—300, арендованного у Europe Airpost.